# Ipermarca monovittata
Ipermarca monovittata är en fjärilsart som beskrevs av Emilio Berio 1966/67. Ipermarca monovittata ingår i släktet Ipermarca och familjen nattflyn. Inga underarter finns listade i Catalogue of Life.